# Пылосовка
Пылосовка — река в России, протекает по Енисейскому району Красноярского края. Устье реки находится в 9 км по правому берегу реки Левая Ажарма. Длина реки составляет 18 км.

## Данные водного реестра
По данным государственного водного реестра России, относится к Верхнеобскому бассейновому округу, водохозяйственный участок реки — Обь от впадения реки Васюган до впадения реки Вах, речной подбассейн реки — Васюган. Речной бассейн реки — (Верхняя) Обь до впадения Иртыша.